# Matsupaleis van Meizhou
Het Matsupaleis van Meizhou is een daoïstische tempel op Meizhou-eiland. Dit gebied behoort tot de Chinese provincie Fujian. Het paleis is gewijd aan de Chinese godin der zee, Matsu. Deze godin wordt in de Vietnamese en Chinese cultuur sterk aanbeden door kustbewoners en vissers.

## Geschiedenis
Volkgens de Chinese legende is Matsu op het eiland Meizhou geboren en getogen. Ook is het eiland haar jiaxiang. Nadat ze stierf, steeg de ziel van Lin naar de hemel en werd een godin. 
De tempel is gebouwd in 987 en hierdoor de eerste Matsutempel van de wereld. In 1023 werd het gebouw uitgebreid. Tijdens het twintigste regeerjaar van keizer Kangxi werd de tempel grondig gerestaureerd. Tijdens de Culturele Revolutie werd de tempel bijna helemaal geruïneerd. Vanaf de jaren 1980 begon men met renoveren. Geld werd geworven binnen en buiten China.

## Architectuur

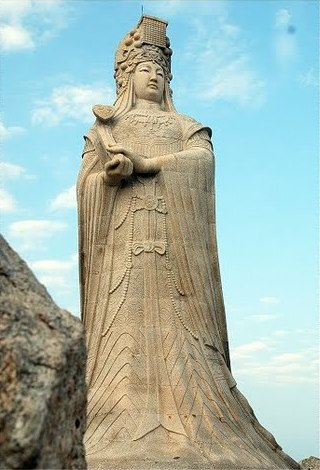
Standbeeld van Matsu op Meizhou

Het Matsupaleis van Meizhou is 323 meter lang en 99 meter breed. Het is geheel in de stijl van de Song-dynastie gebouwd. Achter de tempel staat een grote steen met de inscriptie "oude plaats der hemelvaart". Op de top van de berg bij de tempel staat een 14,5 meter hoog stenen standbeeld van de godin. Het beeld bestaat uit 365 stenen en is met de tempel verbonden via een trap met 323 treden. Matsu zou op de 23ste dag van de derde maand van de Chinese kalender zijn geboren.